# Morro d'Oro
Morro d'Oro è un comune italiano di 3 554 abitanti della provincia di Teramo in Abruzzo facente parte dell'unione dei comuni Colline del Medio Vomano.
È un piccolo centro sito a cavallo delle vallate del Tordino e del Vomano. Il suo territorio si estende per 28.18 km²; gli abitanti al censimento del 21 ottobre 1991 erano 3.015 unità; al 31 dicembre 1995 ne risultavano 3.190; segno che il comune, dopo una fase ventennale di spopolamento (dai 3.215 del 1961 ai 2.758 del 1981) è in continua crescita demografica.
Tutto ciò grazie alla sua ubicazione strategica (12 km dal mare e 40 dalla montagna) e alle sue mutate condizioni economiche: da un'economia esclusivamente agricola - e in prevalenza a mezzadria - ad una più integrata agricola-artigianale-industriale. Dunque, la sua economia è basata, da una parte sull'agricoltura, però di tipo avanzato e a colture selezionate (ortaggi e frutteto), oltre a quelle tradizionali: cereali in genere; dall'altra sul terziario (artigianato edile e, in minor misura, commercio); ma vi è anche un adeguato sviluppo industriale, che assorbe una mano d'opera di circa 300 unità.

## Origini del nome
Il toponimo Morro d'Oro, le cui origini sono indefinite (Murus, Murrum, Morrum, poi nel 1567 compare Moro, nel 1601 Murro e nel 1703 Morra) ha la sua definitiva denominazione in quello attuale con il regio decreto n. 1616 del 13 dicembre 1863, entrato in vigore il 29 gennaio 1864 e in base alla delibera Consiliare del 18 ottobre, che così recitava: "…considerato che il Comune per la fertilità dei terreni è stato sempre abbondante, ritenendo che d'antico tempo gli è stato dato sempre l'epiteto di Morro d'Oro, ha deliberato la parola aggiunta [d'oro] debba essere scritta coll'apostrofo…".

## Storia
Le origini di Morro d'Oro risalgono al Medioevo: probabilmente legate all'epoca degli incastellamenti (VIII-X secolo); ma, notizie probanti della sua esistenza non sono disponibili prima di un documento del 1021, che parla di una donazione fatta da Adelberto De Aprutio in favore del monastero di Montecassino e in cui compare il tenimento di Muro e si menziona di un Castello Veccio. Altri documenti del 1101 e del 1128, in cui compare il termine Murum (o Morrum), testimoniano ulteriormente della sua esistenza.
Nel XII secolo il territorio era infeudato a Trasmondo di Castelvecchio; ma dopo il 1200 anche Morro entrò nella zona di influenza degli Acquaviva, come, peraltro, era avvenuto, o avvenne in seguito, per gli altri paesi limitrofi, da Atri fino al fiume Tronto. Nei secoli successivi le sorti di Morro, naturalmente, si identificarono con quelle della famiglia Acquaviva, sotto la cui giurisdizione rimase fino ai primi del Settecento. A tutto il 1807, la comunità di Morro fu aggregata amministrativamente a Notaresco; con il governo del Re di Napoli, Gioacchino Murat, in quell'anno fu provvisoriamente aggregata a Montepagano; però, già nel 1808 fu resa nuovamente autonoma, in linea di massima nella configurazione territoriale attuale.

### Simboli
Lo stemma e il gonfalone municipale sono stati concessi con decreto del presidente della Repubblica del 28 aprile 1975.
Il gonfalone è un drappo partito di rosso e di bianco.

## Monumenti e luoghi d'interesse

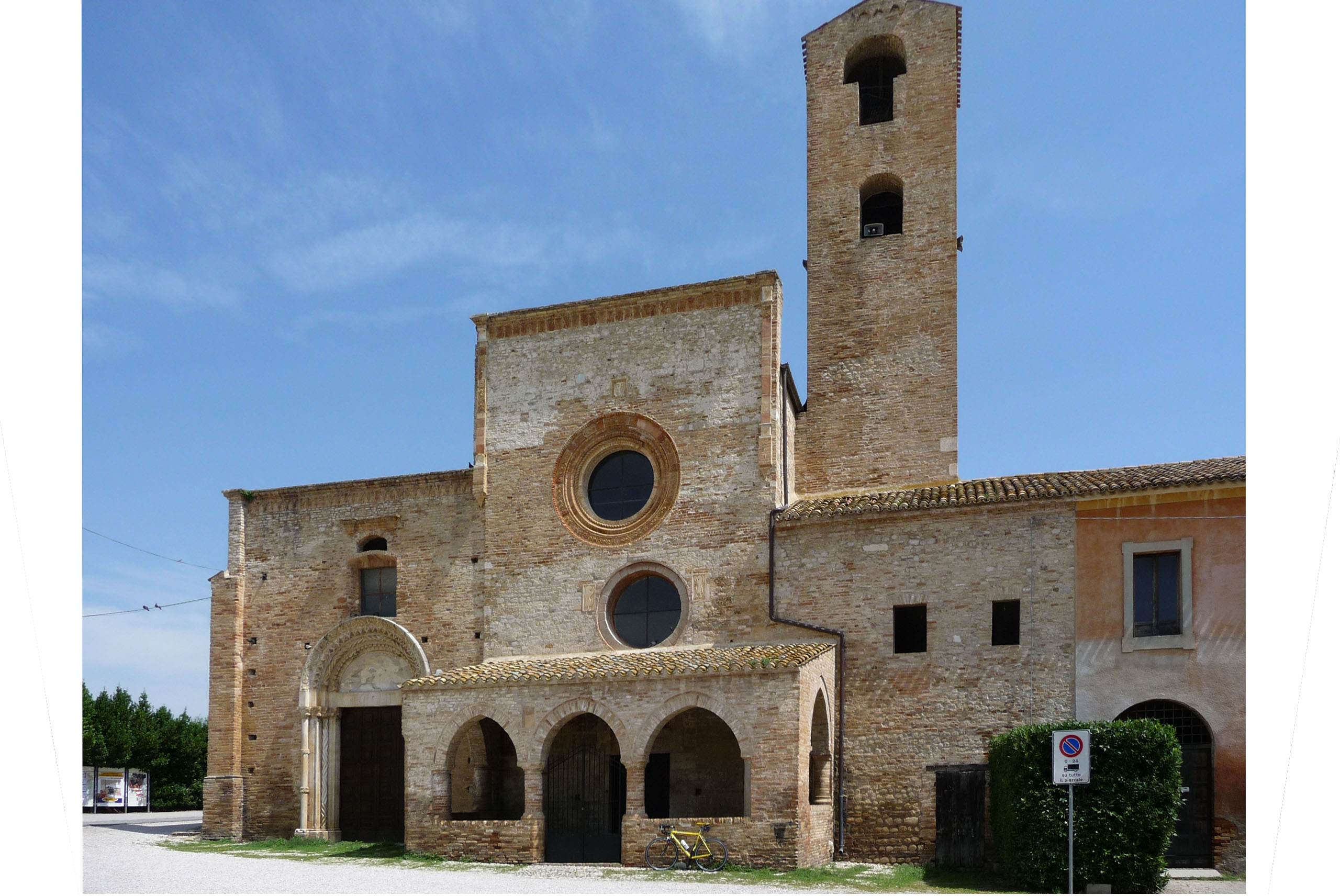
Chiesa di Santa Maria di Propezzano

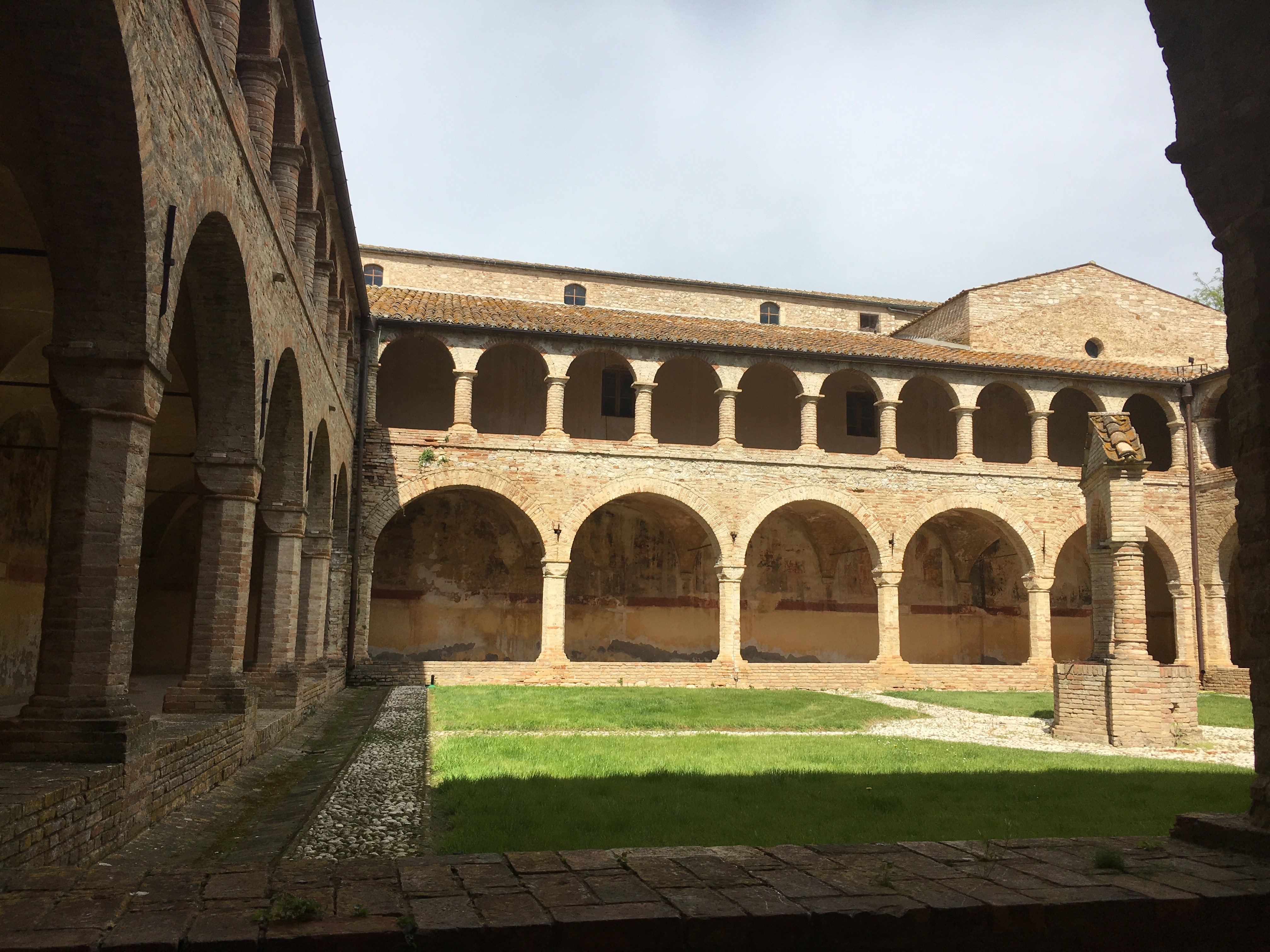
Convento Santa Maria di Propezzano Morro D'Oro

- Abbazia di Santa Maria di Propezzano: la sua esistenza è accertata negli anni a cavallo dal 930 al 960, ma una consolidata tradizione, non probante e dai tratti a volte fantasiosi, la fa risalire al 10 maggio del 715 d.C.

Si tratta di un complesso abbaziale in stile romanico-gotico, con la tipica disposizione dei monasteri benedettini, perfettamente conservato nella struttura originaria, in quanto anche i pochi restauri a cui è stato soggetto sono stati eseguiti con perfetta aderenza all'origine, ivi compreso anche il materiale impiegato.
- Chiesa del SS. Salvatore e San Nicola, sita nel capoluogo: dopo recenti lavori di recupero e restauro[7] sono venute alla luce le tracce della prima chiesa romanica all'interno della attuale ricostruzione che risale al 1331, opera di Gentile da Ripatransone. All'interno del monumento sono presenti altari lignei del 1500 e 1600, nonché tele del Ragazzini (del 1600) e una statua della Madonna in terracotta di scuola atriana del 1500, oggi perfettamente restaurati. Nella parte sotterranea, attraverso un percorso archeologico, sono visibili e visitabili le tombe e le fosse per i cereali scoperte durante i lavori di consolidamento delle fondazioni delle pile centrali. L'impianto dell'edificio è molto simile a quello di Propezzano (salvo una piccola differenza della larghezza delle navate lateriali) e sono identici anche tutti i particolari delle colonne e capitelli.
- Convento di Sant'Antonio Abate, circa 2 km ad ovest del capoluogo, chiesa romanica oggi non più esistente (è rimasto solo il muro maestro verso il convento recuperato da un privato; notizie certe della sua esistenza risalgono al 1260 e la leggenda vuole che sia stata visitata da san Francesco d'Assisi, che fu in Abruzzo almeno tre volte, nel 1215, nel 1220 (o 1222) e nel 1225. Soppresso definitivamente per ordine di Giuseppe Bonaparte e successivamente di Gioacchino Murat, entrambi Re di Napoli, non fu più riaperto. Da recenti studi[8], risulta che la prima chiesa, oggi non più esistente sia stata edificata dai benedettini intorno al IX secolo; il piano terra della parte conventuale è coeva e il chiostro è delle stesse dimensioni di quello di Santa Maria di Propezzano; il primo piano è una sopraelevazione probabilmente riferibile all'ampliamento attestato al XIII secolo. Tenuto in abbandono per circa tre secoli, è stato discretamente recuperato dall'attuale proprietario, così che è ancora possibile ammirarne la struttura originaria esterna e alcune parti interne.
- Nelle immediate vicinanze del convento di Sant'Antonio Abate, recentemente (2008-2010), nella zona chiamata Piana dei Cesari, dopo complessi lavori di miglioramento fondiario, sono venute alla luce possenti strutture murarie (opus caementicium) della parte produttiva di una grande azienda italico-romana, estesa per oltre 4 ettari, per la produzione di olio, vino e garum, di epoca tra il III secolo a.C. e il III secolo d.C.. La parte residenziale (nei paraggi) è ancora da scoprire. I reperti sono visibili nel Museo archeologico Romualdi di Notaresco.

## Società

### Evoluzione demografica
Abitanti censiti

## Geografia antropica

### Frazioni

#### Pagliare
La frazione di Pagliare sorge in prossimità del fiume Vomano, ed è attraversata dalla strada statale SS150. Il suo nome è probabilmente derivato dalla presenza delle tipiche case a due piani chiamate Pagliara che avevano al pian terreno una stalla per le bestie con relative mangiatoie, delle vasche perimetrali ai muri dove si metteva fieno (paglia appunto). Nel piano superiore di queste case invece vivevano i contadini.
Attualmente Pagliare è una piccola cittadina pianeggiante cresciuta notevolmente negli anni ottanta grazie all'urbanizzazione delle aree pianeggianti attraversate dalla strada statale 150 che va da Roseto degli Abruzzi a Montorio al Vomano.

## Amministrazione
| Periodo        | Periodo        | Primo cittadino   | Partito                                                                    | Carica  | Note          |
| -------------- | -------------- | ----------------- | -------------------------------------------------------------------------- | ------- | ------------- |
| 23 aprile 1993 | 26 maggio 2004 | Michele Poliandri | Alleanza dei Progressisti (1995-1999) Lista civica di sinistra (1999-2004) | Sindaco | [ 10 ] [ 11 ] |
| 14 giugno 2004 | 7 giugno 2009  | Enrico Valentini  | Lista civica di sinistra Progressisti                                      | Sindaco | [ 12 ]        |
| 8 giugno 2009  | 15 maggio 2014 | Mario De Sanctis  | Lista civica Per Morro d'Oro                                               | Sindaco | [ 13 ]        |
| 26 maggio 2014 | 26 maggio 2019 | Michele Poliandri | Lista civica di sinistra Direzione comune                                  | Sindaco | [ 14 ]        |
| 27 maggio 2019 | in carica      | Romina Sulpizii   | Lista civica Uniti per Morro d'Oro                                         | Sindaco | [ 15 ] [ 16 ] |

## Sport
La squadra di calcio locale, l'Associazione Sportiva Morro d'Oro, ha militato nella stagione 2004-2005 in Serie C2 (successivamente Lega Pro Seconda Divisione, oggi integrata nella Serie C).